# С-2
С-2 — советская дизель-электрическая торпедная подводная лодка серии IX, С — «Средняя» времён Советско-финской войны 1939—1940 годов. 
Заложена 31 декабря 1934 года на заводе № 189 (Балтийский завод) под стапельным номером 267. Спущена на воду 21 декабря 1935 года, вступила в строй 11 сентября 1936 года под командованием В.Ф. Чёрного.
В апреле 1936 года было рассмотрено предложение назвать лодку «Молотовец». Переименования не было. До 20 сентября 1937 года называлась «Н-2» («Н» — Немецкая).

## История службы и гибели
Начало Советско-финляндской войны 1939—1940 годов С-2 встретила под командованием капитана 3-го ранга И. А. Мороза в составе 13 дивизиона 1-й бригады подводных лодок. 28 ноября лодка вышла в море и заняла позицию у северной оконечности острова Готланд (Швеция). 6 декабря С-2 вернулась в Либаву.
1 января 1940 года лодка под командованием капитан-лейтенанта И. А. Соколова отправилась в новый поход. Действия нового командира обеспечивали командир дивизиона Г. Н. Тутышкин и флагманский штурман бригады В. К. Колесников. 3 января C-2 начала форсирование Южного Кваркена, после этого связь с ней пропала.
Причины гибели лодки неизвестны. По одной из версий, С-2 погибла 3-4 января при форсировании пролива Южный Кваркен, подорвавшись на минах, выставленных финским минным заградителем «Лоухи».
По другой версии, на лодке вышел из строя коротковолновый передатчик, и она продолжала патрулирование ещё три недели, а погибла на минах, уже возвращаясь на базу. Слабые сигналы с позывными «С-2» в длинноволновом диапазоне на частоте 1-й бригады подводных лодок, полученные 14 января плавбазой «Смольный» а 21 января — лидером «Минск», говорят в пользу второй версии.
С-2 стала единственным кораблём РККФ, потерянным во время Советско-финляндской войны 1939—1940 года. Погиб весь экипаж корабля (в поход на нём вышло 50 человек).

## Обнаружение

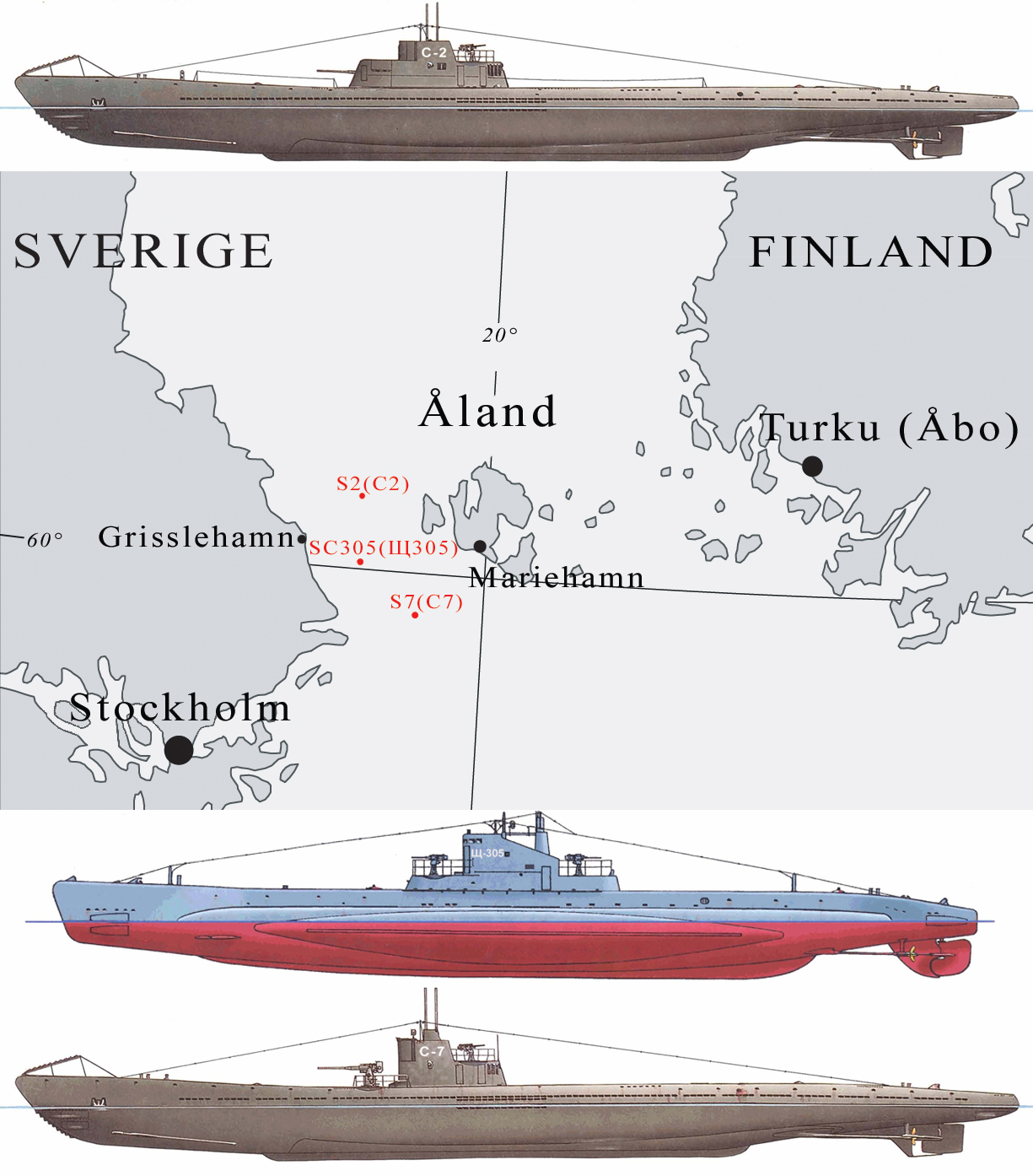
Места гибели подлодок С-2, С-7 и Щ-305 в Аландском море

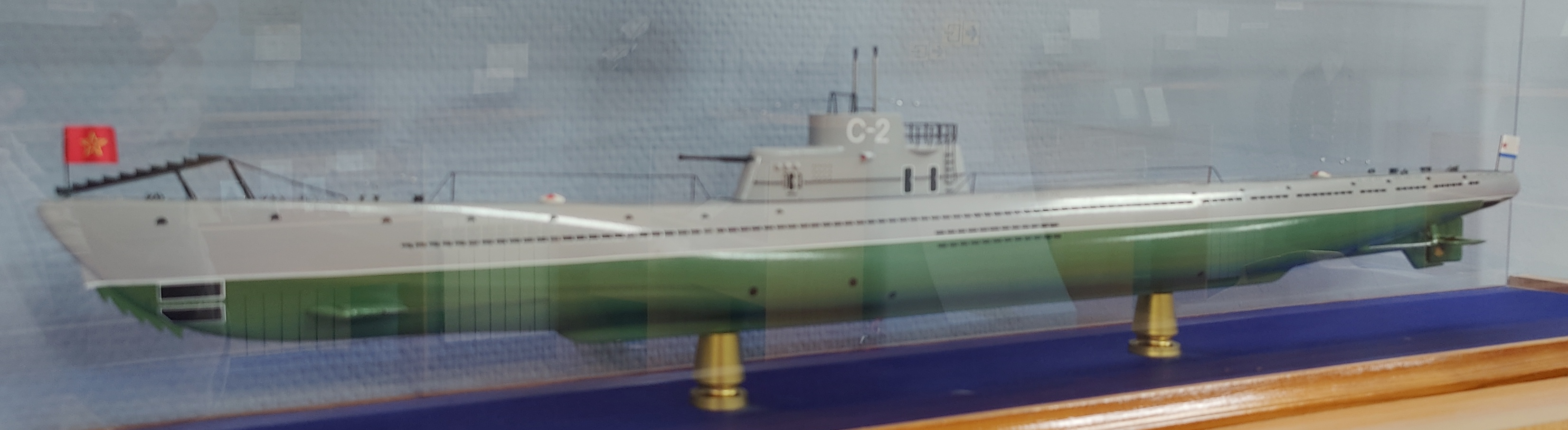
Макет в Музее истории подводных сил имени Маринеско

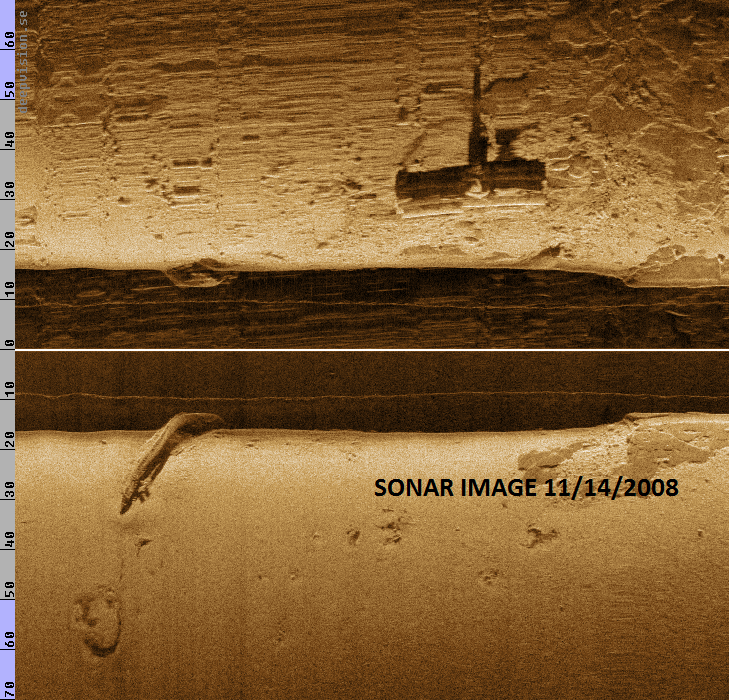
С-2 на экране сонара

C-2 была обнаружена в 2009 году группой шведских поисковиков на границе шведских и финских территориальных вод в Аландском море.